# 蔡河镇 (广水市)
蔡河镇，是中华人民共和国湖北省随州市广水市下辖的一个乡镇级行政单位。

## 行政区划
截止2021年，蔡河镇辖1个社区，23个行政村：
甸子山社区、老虎岗村、牛车湾村、杏仁山村、杨家坡村、柏树巷村、大庙村、木塔桥村、南界村、白果村、楼坊村、兴安村、六合村、黄土关村、灯塔村、机场村、三山村、小河村、徐店村、麻稂市村、观音堂村、石堰塘村、白水河村和院子湾村。